# 밴쿠버주의

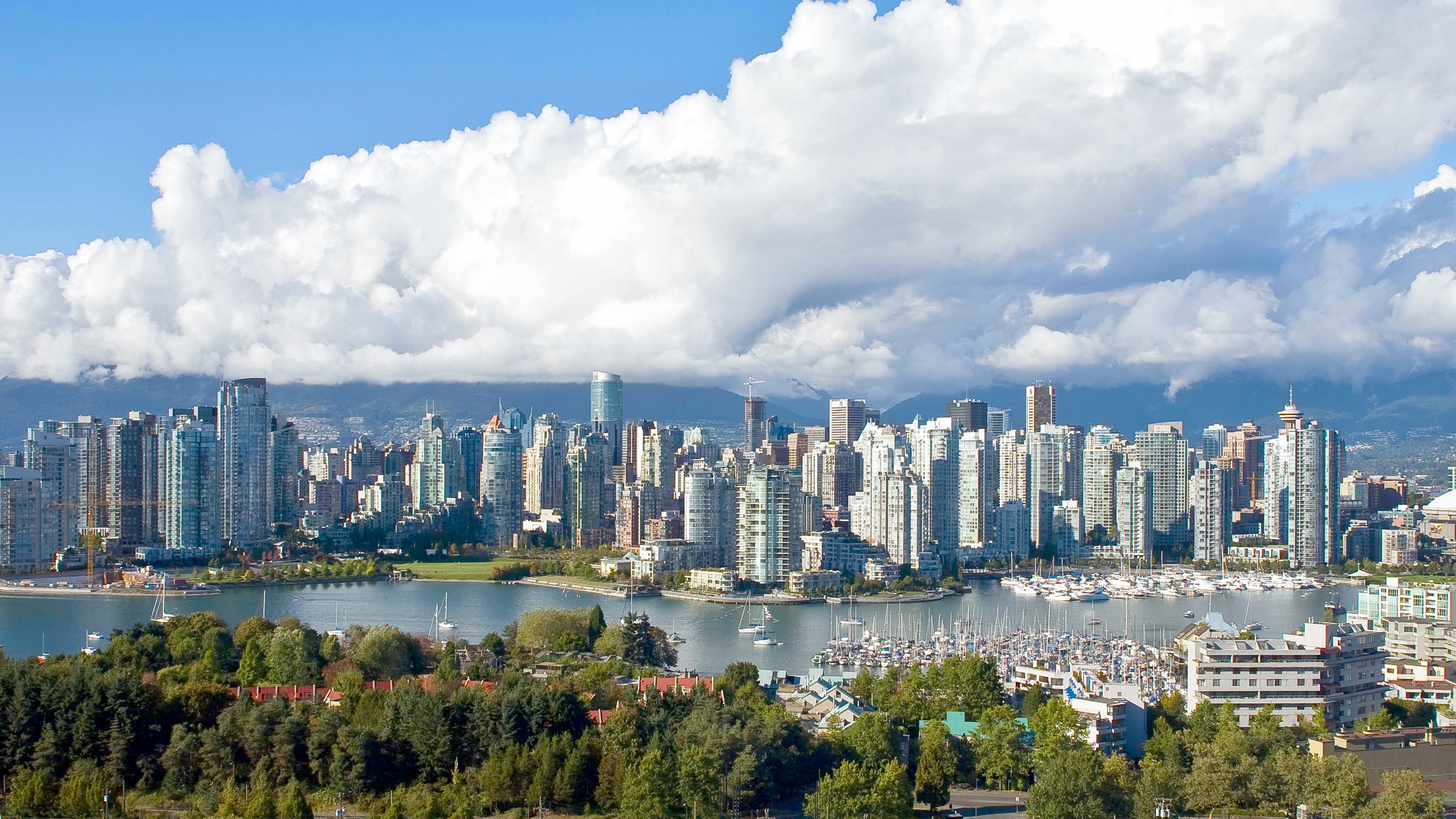
밴쿠버 시티 스카이라인 뷰

밴쿠버주의(영어: Vancouverism 밴쿠버리즘[*])는 캐나다 브리티시컬럼비아주 밴쿠버의 도시 계획 및 건축 현상이다. 이는 일반적으로 중간 높이의 상업 기지와 좁은 고층 주거 타워, 대중 대중 교통에 대한 상당한 의존도, 녹색 공원 조성 및 유지 관리 등 복합 용도 개발을 통해 도심에 거주하는 대규모 주거 인구가 특징이다. 그리고 공간과 전망 복도를 보존한다. 건축가 빙 톰(Bing Thom)은 밴쿠버주의를 이렇게 설명했다:
이는 공공장소에 대한 정신이다. 저는 밴쿠버 사람들이 사람들이 레크리에이션을 즐기고 즐길 수 있도록 해안가에 엄청난 양의 공간을 갖춘 도시를 건설했다는 사실을 매우 자랑스럽게 생각한다. 동시에 폴스크리크(False Creek)와 콜하버(Coal Harbor)는 이전에 매우 오염되고 더럽혀진 산업 지역이었다. 우리는 새로운 개발을 통해 이 모든 것을 새롭게 단장했으며 사람들은 물과 전망을 이용할 수 있다. 그래서 제게는 많은 사람들이 서로 아주 가까이 살며 용도를 혼합하는 것이 아이디어이다. 그래서 우리는 상점 위에 아파트를 가지고 있다. 서리 (브리티시컬럼비아주)에는 쇼핑센터 위에 대학교가 있다. 이러한 용도의 혼합은 우리 문화와 우리가 함께 사는 방식 측면에서 밴쿠버를 반영한다.
주목해야 할 중요한 측면은 밴쿠버주의가 밴쿠버에서 개발되었지만 도시의 모든 지역에 존재하지 않는 이상이라는 것이다. 또한 서리와 같은 메트로 밴쿠버 외곽 지역도 이러한 이상의 측면을 채택했지만 밴쿠버 시 외부에서 시작된 것은 아니다.
밴쿠버는 세계에서 가장 살기 좋은 도시로 거듭 선정되었다. 샌프란시스코 계획 및 도시 연구 협회(San Francisco Planning and Urban Research Association)의 기사는 새로운 개발 및 전망 복도에 대한 밴쿠버의 접근 방식을 기록하고 샌프란시스코가 유사한 방향을 추구해야 하는지 묻는다. 그러나 밴쿠버의 계획 프로세스는 예측 불가능성, 긴 승인 프로세스, 투명성 부족, 대중 참여 부족, 생성되는 건축 형태의 반복성, 프로세스에 부패가 포함될 가능성으로 인해 비판을 받아왔다.

## 같이 보기
- 맨해트니제이션